# 陸上国境の長さの一覧

陸上国境を持たない国を紫色で示す。

陸上国境の長さの一覧（りくじょうこっきょうのながさのいちらん）では、それぞれの国と地域の陸上境界（国境）の数、隣接する国または地域の名称、並びに国境の長さを示す。 
以下、橋や人工の土手道だけで接続する国や地域は、陸上国境とは見なさない。ただし、湖や川、内水に沿った境界は、この記事の目的上、陸上国境と見なす。

解説と例示
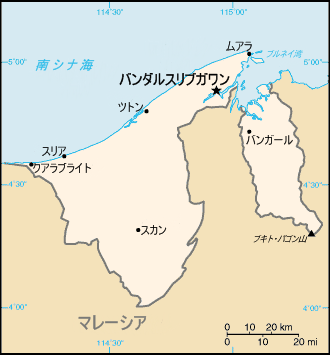
ブルネイ。領土が大きく2分されており、国境を接する国はマレーシア1ヶ国だが、国境は計2区間となる。
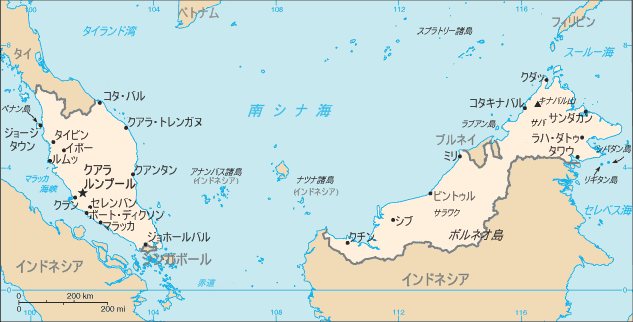
マレーシア。タイ、インドネシア、ブルネイの3か国に接するが、上記の理由から国境は計4区間。
ジョージアと周辺国。アブハジアと南オセチアは国家主権に係争があるが、この一覧では注記の上掲載している。

## 陸上国境
| 国または地域 （完全な主権を有しない地域は斜体で示す） | 国境の全延長(km) | 国境の 区間数 | 国境を接する 国・地域の数 | 国境を接する国・地域と各延長 ()内数字は国境の区間数 |
| --- | ---------------- | ------------- | ------------------------- | --- |
| アイスランド | 0                | 0             | 0                         | |
| アイルランド | 499              | 1             | 1                         | イギリス: 499 km |
| アゼルバイジャン | 2,013            | 9             | 5                         | アルメニア (6): 787 km · ジョージア: 322 km · イラン (2): 432 km · ロシア: 284 km · トルコ: 9 km |
| アフガニスタン | 5,529            | 6             | 6                         | 中国: 76 km · イラン: 935 km · パキスタン: 2,430 km · タジキスタン: 1,206 km · トルクメニスタン: 744 km · ウズベキスタン: 137 km · |
| ( アブハジア) | (382)            | (2)           | (2)                       | ( ロシア: 241 km) · ( ジョージア: 141 km) |
| アメリカ | 12,034           | 5             | 2                         | カナダ (4): 8,893 km · メキシコ: 3,141 km |
| アラブ首長国連邦 | 867              | 5 (6)         | 2 (3)                     | オマーン (4): 410 km · サウジアラビア: 457 km |
| アルジェリア | 6,388            | 7             | 7                         | リビア: 982 km · マリ: 1,376 km · モーリタニア: 463 km · モロッコ: 1,559 km · ニジェール: 956 km · チュニジア: 1,010 km · 西サハラ: 42 km |
| アルゼンチン | 9,665            | 6             | 5                         | ボリビア: 832 km · ブラジル: 1,224 km · チリ (2): 5,300 km · パラグアイ: 1,880 km · ウルグアイ: 579 km |
| アルバニア | 720              | 4             | 4                         | ギリシャ: 282 km · コソボ: 112 km · 北マケドニア共和国: 151 km · モンテネグロ: 172 km |
| アルメニア | 1,254            | 5             | 4                         | アゼルバイジャン (6): 787 km · ジョージア: 164 km · イラン: 35 km · トルコ: 268 km |
| アンゴラ | 5,198            | 5             | 4                         | コンゴ民主共和国 (2): 2,511 km · コンゴ共和国: 201 km · ナミビア: 1,376 km · ザンビア: 1,110 km |
| アンティグア・バーブーダ | 0                | 0             | 0                         | |
| アンドラ | 120              | 2             | 2                         | フランス: 56.6 km · スペイン: 63.7 km |
| イエメン | 1,746            | 2             | 2                         | オマーン: 288 km · サウジアラビア: 1,458 km |
| イギリス | 499              | 1             | 1                         | アイルランド: 499 km |
| イギリス （海外領土と王室属領を含む） →以下を含む: → アクロティリおよびデケリア · → アンギラ · → バミューダ諸島 · → イギリス領インド洋地域 · → イギリス領ヴァージン諸島 · → ケイマン諸島 · → フォークランド諸島 · → ジブラルタル · → ガーンジー島 · → マン島 · → ジャージー島 · → モントセラト · → ピトケアン諸島 · → セントヘレナ · → サウスジョージア・サウスサンドウィッチ諸島 · → タークス・カイコス諸島 | 513              | 7             | 3                         | キプロス (5): 152 km · アイルランド: 499 km · スペイン: 1.2 km |
| イスラエル | 1,017            | 5             | 4                         | エジプト: 266 km · ガザ地区（パレスチナ国）: 51 km · ヨルダン: 238 km · レバノン: 79 km · シリア: 76 km · ヨルダン川西岸地区 （パレスチナ国）: 307 km |
| イタリア | 1,932            | 7             | 6                         | オーストリア: 430 km · フランス: 488 km · サンマリノ: 39 km · スロベニア: 232 km · スイス (2): 740 km · バチカン市国: 3.2 km |
| イラク | 3,650            | 6             | 6                         | イラン: 1,458 km · ヨルダン: 181 km · クウェート: 240 km · サウジアラビア: 814 km · シリア: 605 km · トルコ: 352 km |
| イラン | 5,440            | 8             | 7                         | アフガニスタン: 936 km · アルメニア: 35 km · アゼルバイジャン (2): 432 km · イラク: 1,458 km · パキスタン: 909 km · トルコ: 499 km · トルクメニスタン: 992 km |
| インド | 14,103           | 9             | 6                         | バングラデシュ (2): 4,053 km · ブータン: 605 km · 中国 (3): 3,380 km · ミャンマー: 1,463 km · ネパール: 1,690 km · パキスタン: 2,912 km · |
| インドネシア | 2,830            | 4             | 3                         | 東ティモール (2): 228 km · マレーシア: 1,782 km · パプアニューギニア: 820 km |
| ウガンダ | 2,698            | 5             | 5                         | コンゴ民主共和国: 765 km · ケニア: 933 km · ルワンダ: 169 km · 南スーダン: 435 km · タンザニア: 396 km |
| ウクライナ | 4,663            | 8             | 7                         | ベラルーシ: 891 km · ハンガリー: 103 km · モルドバ: 939 km · ポーランド: 526 km · ルーマニア (2): 531 km · ロシア: 1,576 km · スロバキア: 97 km |
| ウズベキスタン | 6,221            | 11            | 5                         | アフガニスタン: 137 km · カザフスタン: 2,203 km · キルギス (6): 1,099 km · タジキスタン (2): 1,161 km · トルクメニスタン: 1,621 km |
| ウルグアイ | 1,564            | 2             | 2                         | アルゼンチン: 579 km · ブラジル: 985 km |
| エクアドル | 2,010            | 2             | 2                         | コロンビア: 590 km · ペルー: 1,420 km |
| エジプト | 2,665            | 4             | 4                         | ガザ地区（パレスチナ国）: 11 km · イスラエル: 266 km · リビア: 1,115 km · スーダン: 1,273 km |
| エストニア | 633              | 2             | 2                         | ラトビア: 339 km · ロシア: 294 km |
| エスワティニ （スワジランド） | 535              | 2             | 2                         | モザンビーク: 105 km · 南アフリカ: 430 km |
| エチオピア | 5,328            | 6             | 6                         | ジブチ: 342 km · エリトリア: 912 km · ケニア: 861 km · ソマリア: 1,600 km · 南スーダン: 883 km · スーダン: 723 km |
| エリトリア | 1,626            | 3             | 3                         | ジブチ: 125 km · エチオピア: 912 km · スーダン: 605 km |
| エルサルバドル | 545              | 2             | 2                         | グアテマラ: 203 km · ホンジュラス: 342 km |
| オーストラリア | 0                | 0             | 0                         | |
| オーストリア | 2,562            | 9             | 8                         | チェコ: 362 km · ドイツ: 784 km · ハンガリー: 366 km · イタリア: 430 km · リヒテンシュタイン: 34 km · スロバキア: 91 km · スロベニア: 330 km · スイス (2): 164 km |
| オマーン | 1,374            | 6             | 3                         | サウジアラビア: 676 km · アラブ首長国連邦 (4): 410 km · イエメン: 288 km |
| オランダ | 1,027            | 32            | 2                         | ベルギー (31): 450 km · ドイツ: 577 km |
| オランダ王国 →以下を含む: → アルバ · → キュラソー島 · → オランダ（カリブ・オランダを含む） · → シント・マールテン | 1,037            | 33            | 3                         | ベルギー (31): 450 km · ドイツ: 577 km · サン・マルタン島（仏）: 10.2 km |
| ガーナ | 2,094            | 3             | 3                         | ブルキナファソ: 549 km · コートジボワール: 668 km · トーゴ: 877 km |
| カーボベルデ | 0                | 0             | 0                         | |
| ガイアナ | 2,462            | 3             | 3                         | ブラジル: 1,119 km · スリナム: 600 km · ベネズエラ: 743 km |
| カザフスタン | 12,012           | 5             | 5                         | 中国: 1,533 km · キルギス: 1,051 km · ロシア: 6,846 km · トルクメニスタン: 379 km · ウズベキスタン: 2,203 km |
| カタール | 60               | 1 (2)         | 1 (2)                     | サウジアラビア: 60 km |
| カナダ | 8,894            | 5             | 2                         | アメリカ (4): 8,893 km · グリーンランド（デンマーク）: 1.2 km |
| ガボン | 2,551            | 3             | 3                         | カメルーン: 298 km · コンゴ共和国: 1,903 km · 赤道ギニア: 350 km |
| カメルーン | 4,591            | 6             | 6                         | 中央アフリカ共和国: 797 km · チャド: 1,094 km · コンゴ共和国: 523 km · 赤道ギニア: 189 km · ガボン: 298 km · ナイジェリア: 1,690 km |
| ガンビア | 740              | 1             | 1                         | セネガル: 740 km |
| カンボジア | 2,572            | 3             | 3                         | ラオス: 541 km · タイ: 803 km · ベトナム: 1,228 km |
| 北マケドニア共和国 | 766              | 5             | 5                         | アルバニア: 151 km · ブルガリア: 148 km · ギリシャ: 246 km · コソボ: 159 km · セルビア: 62 km |
| ギニア | 3,399            | 6             | 6                         | コートジボワール: 610 km · ギニアビサウ: 386 km · リベリア: 563 km · マリ: 858 km · セネガル: 330 km · シエラレオネ: 652 km |
| ギニアビサウ | 724              | 2             | 2                         | ギニア: 386 km · セネガル: 338 km |
| キプロス | 152              | 6             | 1                         | アクロティリおよびデケリア（英） (5): 152 km |
| キューバ | 0                | 0             | 0                         | |
| ギリシャ | 1,228            | 4             | 4                         | アルバニア: 282 km · ブルガリア: 494 km · トルコ: 206 km · 北マケドニア共和国: 246 km |
| キリバス | 0                | 0             | 0                         | |
| キルギス | 3,878            | 11            | 4                         | 中国: 858 km · カザフスタン: 1,051 km · タジキスタン (3): 870 km · ウズベキスタン (6): 1,099 km |
| グアテマラ | 1,687            | 4             | 4                         | ベリーズ: 266 km · エルサルバドル: 203 km · ホンジュラス: 256 km · メキシコ: 962 km |
| クウェート | 462              | 2             | 2                         | イラク: 240 km · サウジアラビア: 222 km |
| グレナダ | 0                | 0             | 0                         | |
| クロアチア | 2,197            | 6             | 5                         | ボスニア・ヘルツェゴビナ (2): 932 km · ハンガリー: 329 km · モンテネグロ: 25 km · セルビア: 241 km · スロベニア: 670 km |
| ケニア | 3,477            | 5             | 5                         | エチオピア: 861 km · ソマリア: 682 km · 南スーダン: 232 km · タンザニア: 769 km · ウガンダ: 933 km |
| コートジボワール | 3,110            | 5             | 5                         | ブルキナファソ: 584 km · ガーナ: 668 km · ギニア: 610 km · リベリア: 716 km · マリ: 532 km |
| コスタリカ | 639              | 2             | 2                         | ニカラグア: 309 km · パナマ: 330 km |
| コソボ | 701              | 4             | 4                         | アルバニア: 112 km · モンテネグロ: 79 km · 北マケドニア共和国: 159 km · セルビア: 352 km |
| コモロ | 0                | 0             | 0                         | |
| コロンビア | 6,004            | 5             | 5                         | ブラジル: 1,643 km · エクアドル: 590 km · パナマ: 225 km · ペルー: 1,496 km · ベネズエラ: 2,050 km |
| コンゴ共和国 | 5,504            | 5             | 5                         | アンゴラ: 201 km · カメルーン: 523 km · 中央アフリカ共和国: 467 km · コンゴ民主共和国: 2,410 km · ガボン: 1,903 km |
| コンゴ民主共和国 | 10,730           | 10            | 9                         | アンゴラ (2): 2,511 km · ブルンジ: 233 km · 中央アフリカ共和国: 1,577 km · コンゴ共和国: 2,410 km · ルワンダ: 217 km · 南スーダン: 628 km · タンザニア: 459 km · ウガンダ: 765 km · ザンビア: 1,930 km |
| サウジアラビア | 4,431            | 7             | 7                         | イラク: 814 km · ヨルダン: 744 km · クウェート: 222 km · オマーン: 676 km · カタール: 60 km · アラブ首長国連邦: 457 km · イエメン: 1,458 km |
| サモア | 0                | 0             | 0                         | |
| サントメ・プリンシペ | 0                | 0             | 0                         | |
| ザンビア | 5,667            | 8             | 8                         | アンゴラ: 1,110 km · ボツワナ: 0.15 km · コンゴ民主共和国: 1,930 km · マラウイ: 837 km · モザンビーク: 419 km · ナミビア: 233 km · タンザニア: 338 km · ジンバブエ: 797 km |
| サンマリノ | 39               | 1             | 1                         | イタリア: 39 km |
| シエラレオネ | 958              | 2             | 2                         | ギニア: 652 km · リベリア: 306 km |
| ジブチ | 528              | 3             | 3                         | エリトリア: 125 km · エチオピア: 342 km · ソマリア: 61 km |
| ジャマイカ | 0                | 0             | 0                         | |
| ジョージア | 1,461            | 4 (6)         | 4 (6)                     | アルメニア: 164 km · アゼルバイジャン: 322 km · ロシア: 723 km · トルコ: 252 km · ( アブハジア: 141 km) · ( 南オセチア: 334 km) |
| シリア | 2,253            | 6             | 5                         | イラク: 605 km · イスラエル: 76 km · ヨルダン: 375 km · レバノン: 375 km · トルコ (2): 822 km |
| シンガポール | 0                | 0             | 0                         | |
| ジンバブエ | 3,066            | 4             | 4                         | ボツワナ: 813 km · モザンビーク: 1,231 km · 南アフリカ: 225 km · ザンビア: 797 km |
| スイス | 1,852            | 8             | 5                         | オーストリア (2): 164 km · フランス: 573 km · イタリア (2): 740 km · リヒテンシュタイン: 41 km · ドイツ (2): 334 km |
| スウェーデン | 2,233            | 5             | 2                         | フィンランド (4): 614 km · ノルウェー: 1,619 km |
| スーダン | 6,764            | 7             | 7                         | 中央アフリカ共和国: 483 km · チャド: 1,360 km · エジプト: 1,273 km · エリトリア: 605 km · エチオピア: 723 km · リビア: 383 km · 南スーダン: 1,937 km |
| スペイン | 1,918            | 9             | 5                         | アンドラ: 63.7 km · フランス (3): 623 km · ジブラルタル（英）: 1.2 km · ポルトガル: 1,214 km · モロッコ (3): 17 km |
| スリナム | 1,707            | 3             | 3                         | ブラジル: 597 km · フランス領ギアナ（仏）: 510 km · ガイアナ: 600 km |
| スリランカ | 0                | 0             | 0                         | [ 注 21 ] |
| スロバキア | 1,524            | 5             | 5                         | オーストリア: 91 km · チェコ: 215 km · ハンガリー: 677 km · ポーランド: 444 km · ウクライナ: 97 km |
| スロベニア | 1,334            | 4             | 4                         | オーストリア: 330 km · クロアチア: 670 km · イタリア: 232 km · ハンガリー: 102 km |
| セーシェル | 0                | 0             | 0                         | |
| 赤道ギニア | 539              | 2             | 2                         | カメルーン: 189 km · ガボン: 350 km |
| セネガル | 2,640            | 5             | 5                         | ガンビア: 740 km · ギニア: 330 km · ギニアビサウ: 338 km · マリ: 419 km · モーリタニア: 813 km |
| セルビア | 2,027            | 8             | 8                         | ボスニア・ヘルツェゴビナ (2): 302 km · ブルガリア: 318 km · クロアチア: 241 km · ハンガリー: 151 km · コソボ: 352 km · モンテネグロ: 124 km · 北マケドニア共和国: 62 km · ルーマニア: 476 km |
| セントクリストファー・ネイビス | 0                | 0             | 0                         | |
| セントビンセント・グレナディーン | 0                | 0             | 0                         | |
| セントルシア | 0                | 0             | 0                         | |
| ソマリア | 2,340            | 3             | 3                         | ジブチ: 61 km · エチオピア: 1,600 km · ケニア: 682 km |
| ソロモン諸島 | 0                | 0             | 0                         | |
| タイ | 4,863            | 4             | 4                         | カンボジア: 803 km · ラオス: 1,754 km · マレーシア: 506 km · ミャンマー: 1,800 km |
| 韓国 | 238              | 1             | 1                         | 朝鮮民主主義人民共和国: 238 km |
| タジキスタン | 3,651            | 7             | 4                         | アフガニスタン: 1,206 km · 中国: 414 km · キルギス (3): 870 km · ウズベキスタン (2): 1,161 km |
| タンザニア | 3,861            | 8             | 8                         | ブルンジ: 451 km · コンゴ民主共和国: 459 km · ケニア: 769 km · マラウイ: 475 km · モザンビーク: 756 km · ルワンダ: 217 km · ウガンダ: 396 km · ザンビア: 338 km |
| チェコ | 1,881            | 4             | 4                         | オーストリア: 362 km · ドイツ: 815 km · ポーランド: 658 km · スロバキア: 215 km |
| チャド | 5,968            | 6             | 6                         | カメルーン: 1,094 km · 中央アフリカ共和国: 1,197 km · リビア: 1,055 km · ニジェール: 1,175 km · ナイジェリア: 87 km · スーダン: 1,360 km |
| 中央アフリカ共和国 | 5,213            | 6             | 6                         | カメルーン: 797 km · チャド: 1,197 km · コンゴ民主共和国: 1,577 km · コンゴ共和国: 467 km · 南スーダン: 682 km · スーダン: 483 km |
| 中国 | 22,147           | 17            | 14                        | アフガニスタン: 76 km · ブータン: 470 km · ( 香港（中国）: 30 km) · インド (3): 3,380 km · カザフスタン: 1,533 km · 朝鮮民主主義人民共和国: 1,416 km · キルギス: 858 km · ラオス: 423 km · ( マカオ（中国）: 0.34 km) · モンゴル: 4,677 km · ミャンマー: 2,185 km · ネパール: 1,236 km · パキスタン: 523 km · ロシア (2): 3,645 km · タジキスタン: 414 km · ベトナム: 1,281 km |
| チュニジア | 1,469            | 2             | 2                         | アルジェリア: 1,010 km · リビア: 459 km |
| 朝鮮民主主義人民共和国 | 1,673            | 3             | 3                         | 中国: 1,416 km · 韓国: 238 km · ロシア: 19 km |
| チリ | 6,171            | 4             | 3                         | アルゼンチン (2): 5,300 km · ボリビア: 861 km · ペルー: 160 km |
| ツバル | 0                | 0             | 0                         | |
| デンマーク（本土） | 68               | 1             | 1                         | ドイツ: 68 km |
| デンマーク（海外自治地域を含む） →以下を含む: → フェロー諸島 · → グリーンランド | 69               | 2             | 2                         | ドイツ: 68 km · カナダ: 1.2 km |
| ドイツ | 3,621            | 15            | 9                         | オーストリア: 784 km · ベルギー (6): 167 km · チェコ: 815 km · デンマーク: 68 km · フランス: 451 km · ルクセンブルク: 138 km · オランダ: 577 km · ポーランド: 456 km · スイス (2): 334 km |
| トーゴ | 1,647            | 3             | 3                         | ベナン: 644 km · ブルキナファソ: 126 km · ガーナ: 877 km |
| ドミニカ共和国 | 360              | 1             | 1                         | ハイチ: 360 km |
| ドミニカ国 | 0                | 0             | 0                         | |
| トリニダード・トバゴ | 0                | 0             | 0                         | |
| トルクメニスタン | 3,736            | 4             | 4                         | アフガニスタン: 744 km · イラン: 992 km · カザフスタン: 379 km · ウズベキスタン: 1,621 km |
| トルコ | 2,648            | 9             | 8                         | アルメニア: 268 km · アゼルバイジャン: 9 km · ブルガリア: 240 km · ジョージア: 252 km · ギリシャ: 206 km · イラン: 499 km · イラク: 352 km · シリア (2): 822 km |
| トンガ | 0                | 0             | 0                         | |
| ナイジェリア | 4,047            | 4             | 4                         | ベナン: 773 km · カメルーン: 1,690 km · チャド: 87 km · ニジェール: 1,497 km |
| ナウル | 0                | 0             | 0                         | |
| ナミビア | 3,936            | 4             | 4                         | アンゴラ: 1,376 km · ボツワナ: 1,360 km · 南アフリカ: 967 km · ザンビア: 233 km |
| ニカラグア | 1,231            | 2             | 2                         | コスタリカ: 309 km · ホンジュラス: 922 km |
| ニジェール | 5,697            | 7             | 7                         | アルジェリア: 956 km · ベナン: 266 km · ブルキナファソ: 628 km · チャド: 1,175 km · リビア: 354 km · マリ: 821 km · ナイジェリア: 1,497 km |
| ( 西サハラ) | (2,046)          | (3)           | (3)                       | ( アルジェリア: 42 km · モーリタニア: 1,561 km · モロッコ: 443 km) |
| 日本 | 0                | 0             | 0                         | |
| ニュージーランド | 0                | 0             | 0                         | |
| ネパール | 2,926            | 2             | 2                         | 中国: 1,236 km · インド: 1,690 km |
| ノルウェー | 2,551            | 3             | 3                         | フィンランド: 736 km · スウェーデン: 1,619 km · ロシア: 196 km |
| バーレーン | 0                | 0             | 0                         | |
| ハイチ | 360              | 1             | 1                         | ドミニカ共和国: 360 km |
| パキスタン | 6,774            | 4 (3)         | 4 (3)                     | アフガニスタン: 2,430 km · 中国: 523 km · インド: 2,912 km · イラン: 909 km |
| バチカン市国 | 3.2              | 1             | 1                         | イタリア: 3.2 km |
| パナマ | 555              | 2             | 2                         | コロンビア: 225 km · コスタリカ: 330 km |
| バヌアツ | 0                | 0             | 0                         | |
| バハマ | 0                | 0             | 0                         | |
| パプアニューギニア | 820              | 1             | 1                         | インドネシア: 820 km |
| パラオ | 0                | 0             | 0                         | |
| パラグアイ | 3,920            | 3             | 3                         | アルゼンチン: 1,880 km · ボリビア: 750 km · ブラジル: 1,290 km |
| バルバドス | 0                | 0             | 0                         | |
| パレスチナ | 466              | 4             | 3                         | エジプト: 11 km · イスラエル (2): 358 km · ヨルダン: 97 km |
| ハンガリー | 2,171            | 7             | 7                         | オーストリア: 366 km · クロアチア: 329 km · ルーマニア: 443 km · セルビア: 151 km · スロバキア: 677 km · スロベニア: 102 km · ウクライナ: 103 km |
| バングラデシュ | 4,246            | 3             | 2                         | インド (2): 4,053 km · ミャンマー: 193 km |
| 東ティモール | 228              | 2             | 1                         | インドネシア (2): 228 km |
| フィジー | 0                | 0             | 0                         | |
| フィリピン | 0                | 0             | 0                         | |
| フィンランド | 2,690            | 7             | 3                         | ノルウェー: 736 km · スウェーデン (4): 614 km · ロシア (2): 1,340 km |
| ブータン | 1,075            | 2             | 2                         | 中国: 470 km · インド: 605 km |
| ブラジル | 14,691           | 10            | 10                        | アルゼンチン: 1,224 km · ボリビア: 3,400 km · コロンビア: 1,643 km · フランス領ギアナ（フランス）: 673 km · ガイアナ: 1,119 km · パラグアイ: 1,290 km · ペルー: 1,560 km · スリナム: 597 km · ウルグアイ: 985 km · ベネズエラ: 2,200 km |
| フランス（海外県・海外領土を含まない） | 2,889            | 10            | 8                         | アンドラ: 56.6 km · ベルギー: 620 km · ドイツ: 451 km · イタリア: 488 km · ルクセンブルク: 73 km · モナコ: 4.4 km · スペイン (3): 623 km · スイス: 573 km |
| フランス （海外県・海外領土を含む） →以下を含む: → クリッパートン島 · → フランス領ギアナ · → フランス領ポリネシア · → フランス領南方・南極地域 · → グアドループ · → マルティニーク · → マヨット島 · → ニューカレドニア · → レユニオン · → サン・バルテルミー島 · → サン・マルタン島 · → サンピエール島・ミクロン島 · → ウォリス・フツナ                                                                      | 4,082            | 13            | 11                        | アンドラ: 56.6 km · ベルギー: 620 km · ブラジル: 673 km · ドイツ: 451 km · イタリア: 488 km · ルクセンブルク: 73 km · モナコ: 4.4 km · シント・マールテン (オランダ): 10.2 km · スペイン (3): 623 km · スリナム: 510 km · スイス: 573 km |
| ブルガリア | 1,808            | 5             | 5                         | ギリシャ: 494 km · 北マケドニア共和国: 148 km · ルーマニア: 608 km · セルビア: 318 km · トルコ: 240 km |
| ブルキナファソ | 3,193            | 6             | 6                         | ベナン: 306 km · コートジボワール: 584 km · ガーナ: 549 km · マリ: 1,000 km · ニジェール: 628 km · トーゴ: 126 km |
| ブルネイ | 381              | 2             | 1                         | マレーシア (2): 381 km |
| ブルンジ | 974              | 3             | 3                         | コンゴ民主共和国: 233 km · ルワンダ: 290 km · タンザニア: 451 km |
| ベトナム | 4,639            | 3             | 3                         | カンボジア: 1,228 km · 中国: 1,281 km · ラオス: 2,130 km |
| ベナン | 1,989            | 4             | 4                         | ブルキナファソ: 306 km · ニジェール: 266 km · ナイジェリア: 773 km · トーゴ: 644 km |
| ベネズエラ | 4,993            | 3             | 3                         | ブラジル: 2,200 km · コロンビア: 2,050 km · ガイアナ: 743 km |
| ベラルーシ | 2,900            | 5             | 5                         | ラトビア: 141 km · リトアニア: 502 km · ポーランド: 407 km · ロシア: 959 · ウクライナ: 891 km |
| ベリーズ | 516              | 2             | 2                         | グアテマラ: 266 km · メキシコ: 250 km |
| ペルー | 5,536            | 5             | 5                         | ボリビア: 900 km · ブラジル: 1,560 km · チリ: 160 km · コロンビア: 1,496 km · エクアドル: 1,420 km |
| ベルギー | 1,385            | 39            | 4                         | フランス: 620 km · ドイツ (6): 167 km · ルクセンブルク: 148 km · オランダ (31): 450 km |
| ポーランド | 2,788            | 7             | 7                         | ベラルーシ: 407 km · チェコ: 658 km · ドイツ: 456 km · リトアニア: 91 km · ロシア: 206 km · スロバキア: 444 km · ウクライナ: 526 km |
| ボスニア・ヘルツェゴビナ | 1,459            | 5             | 3                         | クロアチア (2): 932 km · モンテネグロ: 225 km · セルビア (2): 302 km |
| ボツワナ | 4,015            | 4             | 4                         | ナミビア: 1,360 km · 南アフリカ: 1,840 km · ザンビア: 0.15 km · ジンバブエ: 813 km |
| ボリビア | 6,743            | 5             | 5                         | アルゼンチン: 832 km · ブラジル: 3,400 km · チリ: 861 km · パラグアイ: 750 km · ペルー: 900 km |
| ポルトガル | 1,214            | 1             | 1                         | スペイン: 1,214 km |
| ( 香港 (中国)) | (30)             | (1)           | (1)                       | ( 中国: 30 km) |
| ホンジュラス | 1,520            | 3             | 3                         | グアテマラ: 256 km · エルサルバドル: 342 km · ニカラグア: 922 km |
| マーシャル諸島 | 0                | 0             | 0                         | |
| ( マカオ (中国)) | (0.34)           | (1)           | (1)                       | ( 中国: 0.34 km) |
| マダガスカル | 0                | 0             | 0                         | |
| マデイラ諸島 (ポルトガル) | 0                | 0             | 0                         | |
| マラウイ | 2,881            | 3             | 3                         | モザンビーク: 1,569 km · タンザニア: 475 km · ザンビア: 837 km |
| マリ | 7,243            | 7             | 7                         | アルジェリア: 1,376 km · ブルキナファソ: 1,000 km · コートジボワール: 532 km · ギニア: 858 km · モーリタニア: 2,237 km · ニジェール: 821 km · セネガル: 419 km |
| マルタ | 0                | 0             | 0                         | |
| マレーシア | 3,147            | 4             | 3                         | ブルネイ (2): 381 km · インドネシア: 1,782 km · タイ: 506 km |
| ミクロネシア連邦 | 0                | 0             | 0                         | |
| 南アフリカ | 4,862            | 7             | 6                         | ボツワナ: 1,840 km · エスワティニ （スワジランド）: 430 km · レソト: 909 km · モザンビーク (2): 491 km · ナミビア: 967 km · ジンバブエ: 225 km |
| ( 南オセチア) | (466)            | (2)           | (2)                       | ( ロシア: 74 km) · ( ジョージア: 334 km) |
| 南スーダン | 4,797            | 6             | 6                         | 中央アフリカ共和国: 682 km · コンゴ民主共和国: 628 km · エチオピア: 883 km · ケニア: 232 km · スーダン: 1,937 km · ウガンダ: 435 km |
| ミャンマー | 5,876            | 5             | 5                         | バングラデシュ: 193 km · 中国: 2,185 km · インド: 1,463 km · ラオス: 235 km · タイ: 1,800 km |
| メキシコ | 4,353            | 3             | 3                         | ベリーズ: 250 km · グアテマラ: 962 km · アメリカ: 3,141 km |
| モーリシャス | 0                | 0             | 0                         | |
| モーリタニア | 5,074            | 4             | 4                         | アルジェリア: 463 km · マリ: 2,237 km · セネガル: 813 km · 西サハラ: 1,561 km |
| モザンビーク | 4,571            | 7             | 6                         | エスワティニ （スワジランド）: 105 km · マラウイ: 1,569 km · 南アフリカ (2): 491 km · タンザニア: 756 km · ザンビア: 419 km · ジンバブエ: 1,231 km |
| モナコ | 4.4              | 1             | 1                         | フランス: 4.4 km |
| モルディブ | 0                | 0             | 0                         | |
| モルドバ | 1,389            | 2             | 2                         | ルーマニア: 450 km · ウクライナ: 939 km |
| モロッコ | 2,018            | 5             | 3                         | アルジェリア: 1,559 km · 西サハラ: 443 km · スペイン (3): 17 km |
| モンゴル | 8,220            | 2             | 2                         | 中国: 4,677 km · ロシア: 3,485 km |
| モンテネグロ | 625              | 5             | 5                         | アルバニア: 172 km · ボスニア・ヘルツェゴビナ: 225 km · クロアチア: 25 km · コソボ: 79 km · セルビア: 124 km |
| ヨルダン | 1,635            | 5             | 5                         | イラク: 181 km · イスラエル: 238 km · サウジアラビア: 744 km · シリア: 375 km · ヨルダン川西岸地区（パレスチナ国）: 97 km |
| ラオス | 5,083            | 5             | 5                         | カンボジア: 541 km · 中国: 423 km · ミャンマー: 235 km · タイ: 1,754 km · ベトナム: 2,130 km |
| ラトビア | 1,150            | 4             | 4                         | ベラルーシ: 141 km · エストニア: 339 km · リトアニア: 453 km · ロシア: 217 km |
| リトアニア | 1,273            | 4             | 4                         | ベラルーシ: 502 km · ラトビア: 453 km · ポーランド: 91 km · ロシア: 227 km |
| リビア | 4,348            | 6             | 6                         | アルジェリア: 982 km · チャド: 1,055 km · エジプト: 1,115 km · ニジェール: 354 km · スーダン: 383 km · チュニジア: 459 km |
| リヒテンシュタイン | 76               | 2             | 2                         | オーストリア: 34 km · スイス: 41 km |
| リベリア | 1,585            | 3             | 3                         | ギニア: 563 km · コートジボワール: 716 km · シエラレオネ: 306 km |
| ルーマニア | 2,508            | 6             | 5                         | ブルガリア: 608 km · ハンガリー: 443 km · モルドバ: 450 km · セルビア: 476 km · ウクライナ (2): 531 km |
| ルクセンブルク | 359              | 3             | 3                         | ベルギー: 148 km · フランス: 73 km · ドイツ: 138 km |
| ルワンダ | 893              | 4             | 4                         | ブルンジ: 290 km · コンゴ民主共和国: 217 km · タンザニア: 217 km · ウガンダ: 169 km |
| レソト | 909              | 1             | 1                         | 南アフリカ: 909 km |
| レバノン | 454              | 2             | 2                         | イスラエル: 79 km · シリア: 375 km |
| ロシア | 20,017           | 14 (16)       | 14 (16)                   | · ( 南オセチア: 74 km) · ( アブハジア: 241 km) |

## 最長・最短
- 最も長い陸上国境をもつ国:  中国:  22,147 km
- 総延長が長い二か国国境:
  1.  カナダ –  アメリカ:  8,891 km[注 9] (カナダ＝アメリカ合衆国国境)
  2.  カザフスタン –  ロシア: 6,846 km (カザフスタン＝ロシア国境（英語版）)
  3.  アルゼンチン –  チリ: 5,308 km (アルゼンチン＝チリ国境（英語版）)
  4.  中国 -  モンゴル: 4,677 km (中蒙国境)
  5.  バングラデシュ -  インド: 4,053 km (バングラデシュ＝インド国境（英語版）)
  6.  中国 -  ロシア: 3,645 km (中露国境)
  7.  モンゴル -  ロシア: 3,485 km (露蒙国境)
  8.  ボリビア -  ブラジル: 3,400 km (ボリビア＝ブラジル国境（英語版）)
  9.  中国 -  インド : 3,380 km (実効支配線(中印国境))
  10.  メキシコ -  アメリカ: 3,141 km (アメリカ＝メキシコ国境)
- 長い単一の国境区間:
  1.  カザフスタン –  ロシア:  6,846 km
  2.  カナダ –  アメリカ:[注 52]  6,414 km
  3.  アルゼンチン –  チリ:  5,150 km

- 総延長が最も短い二か国国境:
  1.  ボツワナ –  ザンビア:  155 m  - カズングラ近郊に所在。2つの三国国境の間の区間。
  2.  ジブラルタル（英） –  スペイン:  1.2 km
  3.  グリーンランド（デンマーク） –  カナダ:  1.2 km - ハンス島を横切る（領有権の係争の解決により分割領有）。
- 短い単一の国境区間:
  1.  フィンランド （オーランド諸島） –  スウェーデン:  55 m  - マーケット島をS字状に横切る国境2区間のうち短い方。
  2.  モロッコ –  スペイン:  75 m - 飛地ペニョン・デ・ベレス・デ・ラ・ゴメラに係る。
  3.  ルーマニア –  ウクライナ:  80 m - 砂洲K島（英語版）に係る[5]。
  4.  ボツワナ –  ザンビア:  155 m - カズングラの2つの三国国境の間に位置する。
  5.  ベルギー –  オランダ:  210 m - 飛地バールレ＝ナッサウ / バールレ＝ヘルトフに係る。以下も同様。
  6.  ベルギー –  オランダ:  215 m
  7.  ベルギー –  オランダ:  250 m
  8.  ベルギー –  オランダ:  260 m

  - （参考）ダル島（英語版）の南方に位置する カナダ –  アメリカの国境未確定区間、およびコイルオト島（英語版）を横切る フィンランド –  ロシアの国境未確定区間はそれぞれ140m程度ある。
- 多数の区間で構成される二か国国境: 
  1.  ベルギー –  オランダ: 31 [注 27]
  2.  アルメニア –  アゼルバイジャン: 6 [注 4]
  3.  ベルギー –  ドイツ: 6 [注 44]
  4.  キルギス –  ウズベキスタン: 6 [注 24]
  5.  キプロス –  アクロティリおよびデケリア（英）: 6 [注 16]
  6.  フィンランド -  スウェーデン: 4 [注 36]
  7.  オマーン –  アラブ首長国連邦: 4 [注 10]

- 最も多くの国境（境界）をもつ国:
  1.  中国: 14 （ 香港および マカオを含める場合 16）
  2.  ロシア: 14 （ アブハジアおよび 南オセチアを含める場合 16）